# 2019 nos jogos eletrônicos
Em 2019 na indústria de jogos eletrônicos, tanto Sony quanto Microsoft anunciaram sua intenção de lançar seus consoles de próxima geração em 2020, a Nintendo anunciou o Nintendo Switch Lite, enquanto a Google lançou sua plataforma de streaming de jogos Stadia. A controvérsia sobre loot boxes como uma potencial maneira de explorar jogos de azar continuou, com o governo de alguns países como Bélgica e os Países Baixos banindo título através de leis contra jogos de azar, enquanto no Reino Unido houve o entendimento que suas leis atuais não permitem enquadrar estes jogos nesta categoria. As primeiras placas de vídeo com suporte a ray tracing em tempo real foram colocadas no mercado consumidor, incluindo a primeira leva de jogos que tiram proveito da nova tecnologia. A Epic Games Store continuou seu crescimento desafiando a Steam, o maior serviço de distribuição de jogos de PC, gerando preocupação e debate em torno dos métodos da Epic Games para trazer jogos para sua plataforma. Dota Auto Chess, um mod criado pela comunidade de Dota 2, apresentou um novo subgênero de jogos de estratégia chamado auto battlers, o qual teve vários títulos lançados durante o ano. A Blizzard Entertainment sofreu críticas devido ao seu envolvimento na chamada controvérsia do Blitzchung, a qual se iniciou após a empresa ter banido um jogador de Hearthstone por fazer comentários sobre os protestos de Hong Kong de 2019 durante um torneio.

## Melhores jogos

### Maiores premiações
| Categoria/Organização  | The Game Awards 2019 12 de dezembro de 2019 | 23ª D.I.C.E. Awards 13 de fevereiro de 2020       | 20th Game Developers Choice Awards 18 de março de 2020 | 16th British Academy Games Awards TBD |
| ---------------------- | ------------------------------------------- | ------------------------------------------------- | ------------------------------------------------------ | ------------------------------------- |
| Jogo do ano            | Sekiro: Shadows Die Twice                   | Untitled Goose Game                               |                                                        |                                       |
| Jogo Mobile            | Call of Duty: Mobile                        | Sayonara Wild Hearts                              |                                                        |                                       |
| Jogo VR/AR             | Beat Saber                                  | Pistol Whip                                       |                                                        |                                       |
| História/Narrativa     | Disco Elysium                               | Disco Elysium                                     |                                                        |                                       |
| Direção de Arte        | Control                                     | Control                                           |                                                        |                                       |
| Áudio/Música           | Death Stranding                             | Death Stranding                                   |                                                        |                                       |
| Áudio/Música           | Death Stranding                             | Control                                           |                                                        |                                       |
| Direção/Design de jogo | Death Stranding                             | Control                                           |                                                        |                                       |
| Direção/Design de jogo | Death Stranding                             | Baba Is You                                       |                                                        |                                       |
| Personagem/performance | Mads Mikkelsen Death Stranding              | The Goose Untitled Goose Game                     |                                                        |                                       |
| Prêmio especial        |                                             | Hall of Fame                                      | Special Awards                                         | BAFTA Special Award                   |
| Prêmio especial        | Connie Booth                                | Ambassador Award: Kate Edwards Pioneer Award: TBA |                                                        |                                       |

### Jogos aclamados pela crítica
O Metacritic é um agregador de análises jornalísticas de jogos. Geralmente considera expansões e relançamentos como títulos separados.
| Título                                                           | Desenvolvedora     | Lançamento              | Plataforma(s) | Pontuação média (de 100) |
| ---------------------------------------------------------------- | ------------------ | ----------------------- | ------------- | ------------------------ |
| Divinity: Original Sin II - Definitive Edition                   | Larian Studios     | 4 de setembro de 2019   | NS            | 93                       |
| Red Dead Redemption 2                                            | Rockstar Studios   | 5 de novembro de 2019   | Win           | 93                       |
| Resident Evil 2                                                  | Capcom             | 25 de janeiro de 2019   | XBO           | 93                       |
| Sekiro: Shadows Die Twice                                        | FromSoftware       | 22 de março de 2019     | XBO           | 91                       |
| Final Fantasy XIV: Shadowbringers                                | Square Enix        | 2 de julho de 2019      | Win, PS4      | 91                       |
| Dragon Quest XI S: Echoes of an Elusive Age - Definitive Edition | Square Enix        | 27 de setembro de 2019  | NS            | 91                       |
| Disco Elysium                                                    | ZA/UM              | 15 de outubro de 2019   | Win           | 91                       |
| Nier: Automata - Game of the Yorha Edition                       | PlatinumGames      | 26 de fevereiro de 2019 | PS4           | 91                       |
| Resident Evil 2                                                  | Capcom             | 25 de janeiro de 2019   | PS4           | 91                       |
| Monster Hunter: World - Iceborne                                 | Capcom             | 6 de setembro de 2019   | XBO           | 90                       |
| Tetris Effect                                                    | Monstars, Resonair | 23 de julho de 2019     | Win           | 90                       |
| Sekiro: Shadows Die Twice                                        | FromSoftware       | 22 de março de 2019     | PS4           | 90                       |

## Performance financeira
A SuperData Research estimou que a indústria de jogos eletrônicos cresceu 4% em 2019, arrecadando US$ 120,1 bilhões em receita global. Superdata afirmou que o mercado foi dominado por jogos mobile, o qual representa US$ 64,4 bilhões, enquanto jogos de PC venderam US$ 29,6 bilhões e consoles, US$ 15,4 bilhões.
O App Annie, que monitora as vendas de todos os aplicativos mobile, estimou que os jogos eletrônicos foram responsáveis por 72% dos US$ 120 bilhões gastos nas várias lojas de aplicativos em 2019, ou seja, US$ 86 bilhões, com potencial para ultrapassar os U$ 100 bilhões em 2020. As despesas com jogos para celular representaram 56% de todas as receitas relacionadas a videogames em 2019.

### Jogos digitais com maior receita em 2019
A seguir, os dez jogos eletrônicos com maior receita de 2019 em termos de vendas digitais em todo o mundo (incluindo compras digitais, microtransações, free-to-play e pay-to-play) entre todas as plataformas (incluindo mobile, PC e consoles). Todos os jogos da listados entre os dez primeiros são free-to-play. Seis dos dez jogos listados pertencem ou foram distribuídos pela Tencent.
| Posição | Título                          | Receita        | Publicadora                              | Gênero            |
| ------- | ------------------------------- | -------------- | ---------------------------------------- | ----------------- |
| 1       | Fortnite                        | $1,800,000,000 | Epic Games / Tencent                     | Battle royale     |
| 2       | Dungeon Fighter Online          | $1,600,000,000 | Nexon / Tencent                          | Beat 'em up       |
| 3       | Honor of Kings / Arena of Valor | $1,600,000,000 | Tencent                                  | MOBA              |
| 4       | League of Legends               | $1,500,000,000 | Riot Games / Tencent                     | MOBA              |
| 5       | Candy Crush Saga                | $1,500,000,000 | King                                     | Puzzle            |
| 6       | Pokémon Go                      | $1,400,000,000 | Niantic / The Pokémon Company            | Augmented reality |
| 7       | CrossFire                       | $1,400,000,000 | Smilegate / Tencent                      | FPS               |
| 8       | Fate/Grand Order                | $1,200,000,000 | Aniplex / Sony Music Entertainment Japan | RPG               |
| 9       | PUBG Mobile / Game for Peace    | $1,200,000,000 | Bluehole / Tencent                       | Battle royale     |
| 10      | Last Shelter: Survival          | $1,100,000,000 | Long Tech                                | Simulação         |

### Jogos mais vendidos por país
A seguir, os dez jogos eletrônicos mais vendidos de 2019 por país, em termos de unidades de software vendidas (excluindo microtransações e títulos free-to-play) nas plataformas PC e consoles, para os Estados Unidos, Japão e Reino Unido.
| Posição | Estados Unidos               | Japão                              | Reino Unido                    |
| ------- | ---------------------------- | ---------------------------------- | ------------------------------ |
| 1       | Call of Duty: Modern Warfare | Pokémon Sword / Shield             | FIFA 20                        |
| 2       | NBA 2K20                     | Super Smash Bros. Ultimate         | Call of Duty: Modern Warfare   |
| 3       | Madden NFL 20                | Kingdom Hearts III                 | Mario Kart 8 Deluxe            |
| 4       | Borderlands 3                | Super Mario Maker 2                | Star Wars Jedi: Fallen Order   |
| 5       | Mortal Kombat 11             | New Super Mario Bros. U Deluxe     | Pokémon Sword / Shield         |
| 6       | Kingdom Hearts III           | Mario Kart 8 Deluxe                | Red Dead Redemption 2          |
| 7       | Tom Clancy's The Division 2  | Minecraft: Nintendo Switch Edition | FIFA 19                        |
| 8       | Pokémon Sword / Shield       | Luigi's Mansion 3                  | Crash Team Racing Nitro-Fueled |
| 9       | Super Smash Bros. Ultimate   | Super Mario Party                  | Grand Theft Auto V             |
| 10      | Star Wars Jedi: Fallen Order | Ring Fit Adventure                 | Tom Clancy's The Division 2    |

## Eventos importantes
| Mês       | Dia(s) | Evento |
| --------- | ------ | --- |
| Janeiro   | 10     | A Bungie encerrou seu acordo de publicação com a Activision, mantendo seus direitos sobre a série Destiny. |
| Fevereiro | 4      | Respawn Entertainment e Electronic Arts lançaram Apex Legends, um jogo de battle royale que em uma semana ganhou 25 milhões de jogadores desafiando o domínio de Fortnite Battle Royale.                              |
| Fevereiro | 11–14  | A edição de 2019 de D.I.C.E. Summit foi realizada em Las Vegas. |
| Fevereiro | 12     | Activision Blizzard anunciou que, apesar de um trimestre recorde, estaria demitindo 8% ou 775 funcionários de seus quadros, inicialmente de setores não relacionados ao desenvolvimento.                              |
| Fevereiro | 13     | THQ Nordic adquiriu a Warhorse Studios. |
| Março     | 18–22  | A edição 2019 da Game Developers Conference foi realizada em São Francisco. |
| Março     | 19     | Google revelou o Stadia, um serviço de streaming de jogos. |
| Março     | 26     | Electronic Arts anunciou que cortaria cerca de 350 empregos ou cerca de 4% de sua força de trabalho. |
| Março     | 28–31  | PAX East foi realizada em Boston. |
| Abril     | 13–14  | A primeira Twitchcon Europa foi realizada em Berlim. |
| Abril     | 15     | Reggie Fils-Aimé aposentou-se de seu cargo de presidente e CEO da Nintendo of America e foi substituído por Doug Bowser.                                                                                              |
| Maio      | 1      | Epic Games adquiriu a Psyonix, desenvolvedora do jogo Rocket League. |
| Maio      | 7      | A Microsoft lançou a versão "All-Digital" do console Xbox One S, que tem um custo menor por não ter uma unidade óptica.                                                                                               |
| Maio      | 10     | Sega adquiriu a Two Point Studios, a criadora de Two Point Hospital. |
| Junho     | 9      | Xbox Game Studios anunciou a aquisição da Double Fine, a desenvolvedora da série Psychonauts. |
| Junho     | 9      | Microsoft anuncio o seu console Xbox de próxima geração, Project Scarlett. |
| Junho     | 11–13  | E3 2019 foi realizada em Los Angeles, Califórnia. |
| Junho     | 18     | Kaz Hirai aposentou-se da Sony Corporation após ter servido na empresa por mais de 35 anos, mais recentemente como CEO e Presidente por 6 anos.                                                                       |
| Julho     | 12     | Chiyomaru Studio adquiriu a Mages, desenvolvedora do jogo Science Adventure. |
| Julho     | 26–28  | A primeira Fortnite World Cup foi realizada no Arthur Ashe Stadium, em Nova York. |
| Agosto    | 19     | SIE Worldwide Studios anunciou a aquisição da Insomniac Games. |
| Agosto    | 20–24  | Gamescom 2019 foi realizada em Cologne, Alemanha. |
| Agosto    | 20–25  | A The International 2019,uma parte do torneio anual de e-sports global do Dota 2, foi realizada em Xangai. Ele tinha o maior prêmio de todos os torneios de e-sports da história, mais de 34 milhões de dólares.      |
| Agosto    | 28     | A LCG Entertainment os ativos restantes da Telltale Games e a relançou com uma nova empresa. |
| Agosto    | 31–    | PAX West foi realizada em Seattle. |
| Setembro  | 3      | PAX West foi realizada em Seattle. |
| Setembro  | 12–15  | Tokyo Game Show foi realizada em Chiba, Japão. |
| Setembro  | 17     | Valve perdeu um processo na França, exigindo que a empresa permita aos usuários revender jogos na Steam, exigido pelas Diretivas da União Europeia.                                                                   |
| Setembro  | 19     | A Apple Arcade, um serviço de assinatura de jogos, foi lançada. |
| Setembro  | 27–29  | TwitchCon foi realizada em San Diego, Califórnia |
| Setembro  | 29     | A San Francisco Shock ganhou a 2019 Overwatch League Grand Finals sobre o Vancouver Titans |
| Setembro  | 30     | Shawn Layden anunciou sua saída como CEO da SIE Worldwide Studios. |
| Outubro   | 1      | A desenvolvedor japonesa AlphaDream entrou com pedido de falência. |
| Outubro   | 6–11   | Blizzard Entertainment dealt with fallout from issuing bans related to pro-Hong Kong speech at the Hearthstone Grandmasters event.                                                                                    |
| Outubro   | 11–13  | PAX Australia foi realizada em Melbourne. |
| Outubro   | 29     | Electronic Arts anunciou que tornaria a publicar jogos no serviço Steam da Valve. Eles não publicavam mais desde 2011.                                                                                                |
| Novembro  | 1–2    | BlizzCon foi realizada no Anaheim Convention Center em Anaheim, Califórnia. |
| Novembro  | 7      | Sony Interactive Entertainment anunciou que Hermen Hulst se tornaria o novo chefe da SIE Worldwide Studios, enquanto Shuhei Yoshida tornou-se o "Chefe da Iniciativa de Desenvolvimento Independente" do PlayStation. |
| Novembro  | 13     | Human Head Studios fecharam as portas após a transição de seus funcionários para o novo Roundhouse Studios sob comando da Bethesda Softworks.                                                                         |
| Dezembro  | 6      | Starbreeze Studios completa um ano de restruturação. |
| Dezembro  | 12     | The Game Awards 2019 foi realizado no Microsoft Theater, em Los Angeles. |
| Dezembro  | 12     | Microsoft revelou o nome e o design de seu console Xbox de nova geração. Previamente conhecido como Project Scarlett, o Xbox Series X teve seu lançamento definido para o final de 2020.                              |

## Lançamentos de hardwares
A lista de hardware relacionado a jogos lançada em 2019 na América do Norte.
| Mês      | Dia | Console                        |
| -------- | --- | ------------------------------ |
| Maio     | 7   | Xbox One S All-Digital Edition |
| Maio     | 21  | Oculus Quest                   |
| Junho    | 28  | Valve Index                    |
| Setembro | 19  | Sega Genesis Mini              |
| Setembro | 20  | Nintendo Switch Lite           |
| Novembro | 19  | Stadia                         |

## Lançamento de jogos
Série com novos jogos lançados em 2019 inclui Ace Combat, Age of Wonders, Bloodstained, Borderlands, Bubsy, Call of Duty, Contra, Crackdown, Crash Bandicoot, Dead or Alive, Devil May Cry, Digimon, Dr. Mario, Earth Defense Force, Far Cry, Final Fantasy, Fire Emblem, Gears of War, God Eater, Kingdom Hearts, Luigi's Mansion, Mario & Luigi, Mario & Sonic, Marvel: Ultimate Alliance, MediEvil, Metro, MLB The Show, Mortal Kombat, Need for Speed, No More Heroes, Onimusha, Persona, Pokémon, Rage, Resident Evil, Science Adventure, Shantae, Shenmue, Sonic the Hedgehog, Star Wars, Super Mario, Terminator, Tetris, The Legend of Zelda, Tom Clancy's Ghost Recon, Tom Clancy's The Division, Total War, Trials, Tropico, Umihara Kawase, Vampire: The Masquerade,  Wolfenstein, WWE 2K, Yooka-Laylee, Yoshi e Yu-Gi-Oh!.

### Janeiro–Março
| Mês               | Dia | Título                                                       | Plataforma(s)               | Gênero(s)                                        | Publicadora(s)                         | Ref     |
| ----------------- | --- | ------------------------------------------------------------ | --------------------------- | ------------------------------------------------ | -------------------------------------- | ------- |
| J A N E I R O     | 4   | Fitness Boxing                                               | NS                          | Ritmo                                            | Nintendo                               | [ 33 ]  |
| J A N E I R O     | 10  | Catherine Classic                                            | Win                         | Plataforma/Puzzle                                | Sega                                   |         |
| J A N E I R O     | 11  | Hitman HD Enhanced Collection                                | PS4, XBO                    | Stealth                                          | Warner Bros. Interactive Entertainment | [ 34 ]  |
| J A N E I R O     | 11  | Mario & Luigi: Bowser's Inside Story + Bowser Jr.’s Journey  | 3DS                         | RPG                                              | Nintendo                               | [ 35 ]  |
| J A N E I R O     | 11  | New Super Mario Bros. U Deluxe                               | NS                          | Plataforma                                       | Nintendo                               | [ 36 ]  |
| J A N E I R O     | 11  | Tales of Vesperia: Definitive Edition                        | Win, NS, PS4, XBO           | RPG                                              | Bandai Namco Entertainment             | [ 37 ]  |
| J A N E I R O     | 12  | Bright Memory                                                | Win                         | tiro em primeira pessoa                          | FYQD Personal Studio                   |         |
| J A N E I R O     | 15  | Asdivine Hearts 2                                            | PS4, PSVita                 | RPG                                              | Kemco                                  | [ 38 ]  |
| J A N E I R O     | 15  | Onimusha: Warlords                                           | Win, NS, PS4, XBO           | Ação/Aventura, hack and slash                    | Capcom                                 | [ 39 ]  |
| J A N E I R O     | 15  | Vane                                                         | PS4                         | Aventura                                         | Friend & Foe                           | [ 40 ]  |
| J A N E I R O     | 15  | The Walking Dead: The Final Season – Episode 3: Broken Toys  | Win, NS, PS4, XBO           | Graphic adventure                                | Skybound Entertainment                 | [ 41 ]  |
| J A N E I R O     | 17  | Yakuza 4                                                     | PS4                         | Ação/Aventura                                    | Sega                                   | [ 42 ]  |
| J A N E I R O     | 17  | YIIK: A Postmodern RPG                                       | Win, Mac, NS, PS4, PSVita   | RPG                                              | Ysbryd Games                           | [ 43 ]  |
| J A N E I R O     | 18  | Ace Combat 7: Skies Unknown                                  | PS4, XBO                    | Simulador de combate aéreo                       | Bandai Namco Entertainment             | [ 44 ]  |
| J A N E I R O     | 18  | Alvastia Chronicles                                          | Win, XBO                    | RPG                                              | Kemco                                  | [ 45 ]  |
| J A N E I R O     | 18  | Travis Strikes Again: No More Heroes                         | NS                          | Ação/Aventura                                    | Grasshopper Manufacture                | [ 46 ]  |
| J A N E I R O     | 22  | Chaos;Child                                                  | Win                         | Romance visual                                   | Spike Chunsoft                         | [ 47 ]  |
| J A N E I R O     | 22  | The Raven Remastered                                         | NS                          | Point-and-click                                  | THQ Nordic                             |         |
| J A N E I R O     | 22  | Senran Kagura Burst Re:Newal                                 | Win, PS4                    | Ação                                             | Xseed Games                            | [ 48 ]  |
| J A N E I R O     | 23  | At the Gates                                                 | Win                         | 4X, estratégia                                   | Conifer Games                          | [ 49 ]  |
| J A N E I R O     | 23  | Slay the Spire                                               | Win, Mac, Lin               | Roguelike                                        | Humble Bundle                          | [ 50 ]  |
| J A N E I R O     | 24  | Battlefleet Gothic: Armada 2                                 | Win                         | Estratégia, Táticas em tempo real                | Focus Home Interactive                 | [ 51 ]  |
| J A N E I R O     | 24  | Life Is Strange 2 – Episode 2: Rules                         | Win, PS4, XBO               | Graphic adventure                                | Square Enix                            | [ 52 ]  |
| J A N E I R O     | 24  | My Memory of Us                                              | NS                          | Graphic adventure, plataforma                    | Crunching Koalas                       | [ 53 ]  |
| J A N E I R O     | 24  | Pikuniku                                                     | Win, NS                     | Plataforma, puzzle                               | Devolver Digital                       | [ 54 ]  |
| J A N E I R O     | 25  | Resident Evil 2                                              | Win, PS4, XBO               | Survival horror                                  | Capcom                                 | [ 55 ]  |
| J A N E I R O     | 29  | Kingdom Hearts III                                           | PS4, XBO                    | RPG de ação                                      | Square Enix                            | [ 56 ]  |
| J A N E I R O     | 29  | Penguin Wars                                                 | PS4                         | Arcade                                           | Dispatch Games                         | [ 57 ]  |
| J A N E I R O     | 29  | Sphinx and the Cursed Mummy                                  | NS                          | Ação/Aventura                                    | THQ Nordic                             | [ 58 ]  |
| J A N E I R O     | 31  | Dragon Marked For Death                                      | NS                          | RPG                                              | Inti Creates                           | [ 59 ]  |
| J A N E I R O     | 31  | Piczle Colors                                                | NS                          | puzzle                                           | Rainy Frog                             | [ 60 ]  |
| J A N E I R O     | 31  | Planetarian: The Reverie of a Little Planet                  | NS                          | Romance visual                                   | Prototype                              | [ 61 ]  |
| J A N E I R O     | 31  | Robotics;Notes DaSH                                          | NS, PS4                     | Romance visual                                   | Spike Chunsoft                         | [ 62 ]  |
| J A N E I R O     | 31  | Robotics;Notes Elite HD                                      | NS, PS4                     | Romance visual                                   | Spike Chunsoft                         | [ 63 ]  |
| J A N E I R O     | 31  | Sunless Skies                                                | Win, Mac, Lin               | RPG                                              | Failbetter Games                       | [ 64 ]  |
| F E V E R E I R O | 1   | Ace Combat 7: Skies Unknown                                  | Win                         | Simulador de combate aéreo                       | Bandai Namco Entertainment             | [ 44 ]  |
| F E V E R E I R O | 1   | Wargroove                                                    | Win, NS, XBO                | Estratégia por turnos                            | Chucklefish                            | [ 65 ]  |
| F E V E R E I R O | 4   | Apex Legends                                                 | Win, PS4, XBO               | Battle royale, tiro em primeira pessoa           | Electronic Arts                        | [ 66 ]  |
| F E V E R E I R O | 5   | The Book of Unwritten Tales 2                                | NS                          | Point-and-click                                  | THQ Nordic                             | [ 58 ]  |
| F E V E R E I R O | 5   | Etrian Odyssey Nexus                                         | 3DS                         | RPG, dungeon crawler                             | Atlus                                  | [ 67 ]  |
| F E V E R E I R O | 5   | V-Rally 4                                                    | NS                          | Corrida                                          | Bigben Interactive                     | [ 68 ]  |
| F E V E R E I R O | 7   | BlazBlue: Central Fiction                                    | NS                          | Luta                                             | Arc System Works                       | [ 69 ]  |
| F E V E R E I R O | 8   | God Eater 3                                                  | Win, PS4                    | RPG de ação                                      | Bandai Namco Entertainment             | [ 70 ]  |
| F E V E R E I R O | 8   | Monster Energy Supercross - The Official Videogame 2         | Win, NS, PS4, XBO           | Corrida                                          | Milestone srl                          | [ 71 ]  |
| F E V E R E I R O | 9   | Space Engineers                                              | Win                         | Simulação                                        | Keen Software House                    | [ 72 ]  |
| F E V E R E I R O | 12  | Conarium                                                     | PS4, XBO                    | Aventura                                         | Iceberg Interactive                    |         |
| F E V E R E I R O | 12  | The Liar Princess and the Blind Prince                       | NS, PS4                     | Ação/Aventura                                    | Nippon Ichi Software                   | [ 73 ]  |
| F E V E R E I R O | 13  | Final Fantasy IX                                             | NS, XBO                     | RPG                                              | Square Enix                            | [ 74 ]  |
| F E V E R E I R O | 13  | Tetris 99                                                    | NS                          | puzzle, Battle royale                            | Nintendo                               | [ 75 ]  |
| F E V E R E I R O | 15  | Crackdown 3                                                  | Win, XBO                    | Ação/Aventura                                    | Xbox Game Studios                      | [ 76 ]  |
| F E V E R E I R O | 15  | DreamWorks Dragons Dawn of New Riders                        | Win, NS, PS4, XBO           | Ação/Aventura                                    | Outright Games                         | [ 77 ]  |
| F E V E R E I R O | 15  | Far Cry New Dawn                                             | Win, PS4, XBO               | Tiro em primeira pessoa                          | Ubisoft                                | [ 78 ]  |
| F E V E R E I R O | 15  | Jump Force                                                   | Win, PS4, XBO               | Luta                                             | Bandai Namco Entertainment             | [ 79 ]  |
| F E V E R E I R O | 15  | Metro Exodus                                                 | Win, PS4, XBO               | Tiro em primeira pessoa                          | Deep Silver                            | [ 80 ]  |
| F E V E R E I R O | 19  | 8-bit ADV Steins;Gate                                        | NS                          | Romance visual                                   | Spike Chunsoft                         | [ 81 ]  |
| F E V E R E I R O | 19  | Death end re;Quest                                           | PS4                         | RPG                                              | Idea Factory                           | [ 82 ]  |
| F E V E R E I R O | 19  | Steins;Gate Elite                                            | Win, NS, PS4                | Romance visual                                   | Spike Chunsoft                         | [ 81 ]  |
| F E V E R E I R O | 19  | Steins;Gate: Linear Bounded Phenogram                        | Win, PS4                    | Romance visual                                   | Spike Chunsoft                         | [ 81 ]  |
| F E V E R E I R O | 19  | Yakuza Kiwami                                                | Win                         | Ação/Aventura                                    | Sega                                   |         |
| F E V E R E I R O | 21  | Aragami: Shadow Edition                                      | NS                          | Ação/Aventura                                    | Lince Works                            | [ 83 ]  |
| F E V E R E I R O | 21  | Phoenix Wright: Ace Attorney Trilogy                         | NS, PS4, XBO                | Aventura, Romance visual                         | Capcom                                 | [ 84 ]  |
| F E V E R E I R O | 21  | Spirit Hunter: NG                                            | PS4                         | Aventura, Romance visual                         | Experience                             | [ 85 ]  |
| F E V E R E I R O | 22  | Anthem                                                       | Win, PS4, XBO               | RPG de ação                                      | Electronic Arts                        | [ 86 ]  |
| F E V E R E I R O | 26  | Dirt Rally 2.0                                               | Win, PS4, XBO               | Corrida                                          | Codemasters                            | [ 87 ]  |
| F E V E R E I R O | 26  | The Lego Movie 2 Videogame                                   | Win, NS, PS4, XBO           | Ação/Aventura                                    | Warner Bros. Interactive Entertainment | [ 88 ]  |
| F E V E R E I R O | 26  | Stellaris: Console Edition                                   | PS4, XBO                    | Grand strategy                                   | Paradox Interactive                    | [ 89 ]  |
| F E V E R E I R O | 26  | Trials Rising                                                | Win, NS, PS4, XBO           | Corrida, plataforma                              | Ubisoft                                | [ 90 ]  |
| F E V E R E I R O | 28  | Dies irae: Interview with Kaziklu Bey                        | Win                         | Romance visual                                   | Light                                  | [ 91 ]  |
| M A R Ç O         | 1   | Alien League                                                 | Win                         | Party                                            | Kraken Ink.                            | [ 92 ]  |
| M A R Ç O         | 1   | Dead or Alive 6                                              | Win, PS4, XBO               | Luta                                             | Koei Tecmo                             | [ 93 ]  |
| M A R Ç O         | 1   | Swords and Soldiers 2 Shawarmageddon                         | NS                          | Estratégia                                       | Ronimo Games                           | [ 94 ]  |
| M A R Ç O         | 1   | ToeJam & Earl: Back in the Groove                            | Win, Mac, Lin, NS, PS4, XBO | Plataforma de ação                               | HumaNature Studios                     | [ 95 ]  |
| M A R Ç O         | 5   | Left Alive                                                   | Win, PS4                    | Ação/Aventura                                    | Square Enix                            | [ 96 ]  |
| M A R Ç O         | 5   | The Occupation                                               | Win, PS4, XBO               | Stealth                                          | Humble Bundle                          | [ 97 ]  |
| M A R Ç O         | 5   | R.B.I. Baseball 19                                           | NS, PS4, XBO                | Esporte                                          | MLB Advanced Media                     |         |
| M A R Ç O         | 6   | Overload                                                     | XBO                         | tiro em primeira pessoa, shoot 'em up            | Revival Productions                    |         |
| M A R Ç O         | 7   | Flowers: Les Quatre Saisons                                  | PS4                         | Romance visual                                   | Prototype                              | [ 98 ]  |
| M A R Ç O         | 8   | Devil Maio Cry 5                                             | Win, PS4, XBO               | Ação/Aventura, hack and slash                    | Capcom                                 | [ 99 ]  |
| M A R Ç O         | 8   | Kirby's Extra Epic Yarn                                      | 3DS                         | Plataforma                                       | Nintendo                               | [ 100 ] |
| M A R Ç O         | 12  | The Caligula Effect: Overdose                                | Win, NS, PS4                | RPG                                              | NIS America                            | [ 101 ] |
| M A R Ç O         | 12  | Hypnospace Outlaw                                            | Win                         | Aventura                                         | Tendershoot                            |         |
| M A R Ç O         | 12  | Mystery Dungeon: Shiren the Wanderer                         | iOS                         | Roguelike                                        | Spike Chunsoft                         | [ 102 ] |
| M A R Ç O         | 13  | Baba Is You                                                  | Win, NS                     | puzzle                                           | Hempuli                                |         |
| M A R Ç O         | 14  | Bonds of the Skies                                           | Win, NS, PS4                | RPG                                              | Kemco                                  | [ 103 ] |
| M A R Ç O         | 14  | Mystery Dungeon: Shiren the Wanderer                         | Droid                       | Roguelike                                        | Spike Chunsoft                         | [ 104 ] |
| M A R Ç O         | 15  | One Piece: World Seeker                                      | Win, PS4, XBO               | Ação/Aventura                                    | Bandai Namco Entertainment             | [ 105 ] |
| M A R Ç O         | 15  | Sephirothic Stories                                          | XBO                         | RPG, puzzle                                      | Kemco                                  | [ 106 ] |
| M A R Ç O         | 15  | Tom Clancy's The Division 2                                  | Win, PS4, XBO               | RPG de ação                                      | Ubisoft                                | [ 107 ] |
| M A R Ç O         | 19  | America Ninja Warrior Challenge                              | NS, PS4, XBO                | Ação                                             | GameMill Entertainment                 | [ 108 ] |
| M A R Ç O         | 19  | Fate/EXTELLA LINK                                            | Win, NS, PS4                | Ação/Aventura                                    | Xseed Games                            | [ 109 ] |
| M A R Ç O         | 20  | Super Robot Wars T                                           | NS, PS4                     | RPG de estratégia                                | Bandai Namco Entertainment             |         |
| M A R Ç O         | 22  | Sekiro: Shadows Die Twice                                    | Win, PS4, XBO               | Ação/Aventura                                    | Activision                             | [ 110 ] |
| M A R Ç O         | 22  | Unravel Two                                                  | NS                          | plataforma                                       | Electronic Arts                        | [ 111 ] |
| M A R Ç O         | 26  | Final Fantasy VII                                            | NS, XBO                     | RPG                                              | Square Enix                            | [ 74 ]  |
| M A R Ç O         | 26  | Generation Zero                                              | Win, PS4, XBO               | Ação/Aventura, tiro em primeira pessoa           | Avalanche Studios                      | [ 112 ] |
| M A R Ç O         | 26  | The Legend of Heroes: Trails of Cold Steel                   | PS4                         | RPG                                              | Xseed Games                            | [ 113 ] |
| M A R Ç O         | 26  | MLB The Show 19                                              | PS4                         | Esporte                                          | Sony Interactive Entertainment         |         |
| M A R Ç O         | 26  | Nelke & the Legendary Alchemists: Ateliers of the New World  | Win, NS, PS4                | RPG                                              | Koei Tecmo                             | [ 114 ] |
| M A R Ç O         | 26  | Outward                                                      | Win, PS4, XBO               | RPG de ação                                      | Deep Silver                            | [ 115 ] |
| M A R Ç O         | 26  | Power Rangers: Battle for the Grid                           | NS, XBO                     | Luta                                             | nWay Games                             | [ 116 ] |
| M A R Ç O         | 26  | The Walking Dead: The Final Season – Episode 4: Take Us Back | Win, NS, PS4, XBO           | Graphic adventure                                | Skybound Entertainment                 | [ 117 ] |
| M A R Ç O         | 26  | Xenon Racer                                                  | Win, NS, PS4, XBO           | Corrida                                          | Soedesco                               | [ 118 ] |
| M A R Ç O         | 28  | Fun! Fun! Animal Park                                        | NS                          | Party                                            | Aksys Games                            |         |
| M A R Ç O         | 29  | Assassin's Creed III Remastered                              | Win, PS4, XBO               | Ação/Aventura, Stealth                           | Ubisoft                                | [ 119 ] |
| M A R Ç O         | 29  | Operencia: The Stolen Sun                                    | Win, XBO                    | RPG                                              | Zen Studios                            |         |
| M A R Ç O         | 29  | Tropico 6                                                    | Win, Mac, Lin               | Construção e gerenciamento, Simulação de governo | Kalypso Media                          | [ 120 ] |
| M A R Ç O         | 29  | Unheard                                                      | Win, Mac, Lin               | puzzle                                           | NEXT Studios                           | [ 121 ] |
| M A R Ç O         | 29  | Yoshi's Crafted World                                        | NS                          | Plataforma                                       | Nintendo                               | [ 100 ] |

### Abril–Junho
| Mês       | Dia | Título                                                    | Plataforma(s)        | Gênero(s)                                      | Publicadora(s)                         | Ref     |
| --------- | --- | --------------------------------------------------------- | -------------------- | ---------------------------------------------- | -------------------------------------- | ------- |
| A B R I L | 2   | Darksiders: Warmastered Edition                           | NS                   | Hack and slash, Ação/Aventura                  | THQ Nordic                             | [ 122 ] |
| A B R I L | 2   | FAR: Lone Sails                                           | PS4, XBO             | Aventura em veículo                            | Mixtvision                             | [ 123 ] |
| A B R I L | 2   | Power Rangers: Battle for the Grid                        | PS4                  | Luta                                           | nWay Games                             | [ 116 ] |
| A B R I L | 4   | Frane: Dragons' Odyssey                                   | XBO                  | RPG de ação                                    | Kemco                                  | [ 124 ] |
| A B R I L | 4   | Islanders                                                 | Win, Mac, Lin        | Casual Construção de cidade                    | Grizzly Games                          | [ 125 ] |
| A B R I L | 4   | Spirit Hunter: Death Mark                                 | Win                  | Aventura, Romance visual                       | Aksys Games                            | [ 126 ] |
| A B R I L | 5   | Super Dragon Ball Heroes: World Mission                   | Win, NS              | Aventura, card battle                          | Bandai Namco Entertainment             | [ 127 ] |
| A B R I L | 9   | Dangerous Driving                                         | Win, PS4, XBO        | Corrida                                        | Maximum Games                          | [ 128 ] |
| A B R I L | 9   | Phoenix Wright: Ace Attorney Trilogy                      | Win, NS, PS4, XBO    | Aventura, Romance visual                       | Capcom                                 | [ 129 ] |
| A B R I L | 9   | Zanki Zero: Last Beginning                                | Win, PS4             | RPG, dungeon crawler                           | Spike Chunsoft                         | [ 130 ] |
| A B R I L | 11  | Earth Defense Force: Iron Rain                            | PS4                  | Ação                                           | D3 Publisher                           | [ 131 ] |
| A B R I L | 11  | Hellblade: Senua's Sacrifice                              | NS                   | Ação/Aventura                                  | Ninja Theory                           | [ 132 ] |
| A B R I L | 12  | Code 7: Episode 2 — Memory and Episode 3 — Backdoor       | Win, Mac, Lin        | Aventura                                       | Goodwolf Studio                        | [ 133 ] |
| A B R I L | 12  | Nintendo Labo Toy-Con 04: VR Kit                          | NS                   | Construction set                               | Nintendo                               | [ 134 ] |
| A B R I L | 13  | Konami Arcade Classics                                    | Win, NS, PS4, XBO    | Plataforma, shoot 'em up                       | Konami                                 | [ 135 ] |
| A B R I L | 16  | Anno 1800                                                 | Win                  | Construção de cidade, Estratégia em tempo real | Ubisoft                                | [ 136 ] |
| A B R I L | 16  | Final Fantasy X/X-2 HD Remaster                           | NS, XBO              | RPG                                            | Square Enix                            | [ 137 ] |
| A B R I L | 16  | My Time at Portia                                         | NS, PS4, XBO         | Sandbox                                        | Team17                                 |         |
| A B R I L | 16  | World War Z                                               | Win, PS4, XBO        | Survival horror, tiro em terceira pessoa       | Mad Dog Games                          | [ 138 ] |
| A B R I L | 18  | Cuphead                                                   | NS                   | plataforma                                     | StudioMDHR                             | [ 139 ] |
| A B R I L | 18  | Katana Zero                                               | Win, NS              | Plataforma de ação                             | Devolver Digital                       | [ 140 ] |
| A B R I L | 23  | Dragon's Dogma: Dark Arisen                               | NS                   | RPG de ação, hack and slash                    | Capcom                                 | [ 141 ] |
| A B R I L | 23  | Mortal Kombat 11                                          | Win, NS, PS4, XBO    | Luta                                           | Warner Bros. Interactive Entertainment | [ 142 ] |
| A B R I L | 25  | Imperator: Rome                                           | Win                  | Grand strategy                                 | Paradox Interactive                    | [ 143 ] |
| A B R I L | 25  | Picross S3                                                | NS                   | puzzle                                         | Jupiter Corporation                    | [ 144 ] |
| A B R I L | 25  | SteamWorld Quest: Hand of Gilgamech                       | NS                   | RPG                                            | Thunderful Publishing                  | [ 145 ] |
| A B R I L | 25  | Umihara Kawase Fresh!                                     | NS                   | Ação                                           | Nicalis                                | [ 146 ] |
| A B R I L | 26  | BoxBoy! + BoxGirl!                                        | NS                   | Plataforma/Puzzle                              | Nintendo                               | [ 147 ] |
| A B R I L | 26  | Days Gone                                                 | PS4                  | Ação/Aventura, survival horror                 | Sony Interactive Entertainment         | [ 148 ] |
| A B R I L | 30  | Final Fantasy XII: The Zodiac Age                         | NS, XBO              | RPG                                            | Square Enix                            | [ 137 ] |
| A B R I L | 30  | UBOAT                                                     | Win                  | Simulação de submarino                         | PlayWay S.A.                           | [ 149 ] |
| M A I O   | 1   | Detective Di: The Silk Rose Murders                       | Win, Lin             | Point-and-click                                | Nupixo Games                           | [ 150 ] |
| M A I O   | 2   | Close to the Sun                                          | Win                  | Aventura, survival horror                      | Wired Productions                      |         |
| M A I O   | 7   | Puyo Puyo Champions                                       | Win, NS, PS4, XBO    | puzzle                                         | Sega                                   | [ 151 ] |
| M A I O   | 7   | Shakedown: Hawaii                                         | Win, NS, PS4, PSVita | Ação/Aventura                                  | Vblank Entertainment                   | [ 152 ] |
| M A I O   | 9   | Life Is Strange 2 – Episode 3: Wastelands                 | Win, PS4, XBO        | Graphic adventure                              | Square Enix                            | [ 153 ] |
| M A I O   | 9   | Yakuza Kiwami 2                                           | Win                  | Ação/Aventura                                  | Sega                                   | [ 154 ] |
| M A I O   | 10  | Saints Row: The Third - The Full Package                  | NS                   | Ação/Aventura, tiro em terceira pessoa         | Deep Silver                            | [ 155 ] |
| M A I O   | 14  | A Plague Tale: Innocence                                  | Win, PS4, XBO        | Ação/Aventura, puzzle                          | Focus Home Interactive                 | [ 156 ] |
| M A I O   | 14  | Darkwood                                                  | PS4                  | Survival horror, Ação/Aventura                 | Acid Wizard Studio                     | [ 157 ] |
| M A I O   | 14  | Rage 2                                                    | Win, PS4, XBO        | tiro em primeira pessoa                        | Bethesda Softworks                     | [ 158 ] |
| M A I O   | 14  | Redout                                                    | NS                   | Corrida                                        | Nicalis                                | [ 159 ] |
| M A I O   | 14  | Sniper Elite V2 Remastered                                | Win, NS, PS4, XBO    | tiro em terceira pessoa                        | Rebellion Developments                 | [ 160 ] |
| M A I O   | 14  | World End Syndrome                                        | NS, PS4              | Romance visual                                 | Arc System Works                       | [ 161 ] |
| M A I O   | 16  | Bubsy: Paws on Fire!                                      | Win, PS4             | Plataforma                                     | UFO Interactive Games                  | [ 162 ] |
| M A I O   | 16  | Castlevania Anniversary Collection                        | Win, NS, PS4, XBO    | plataforma                                     | Konami                                 | [ 163 ] |
| M A I O   | 16  | Darkwood                                                  | NS                   | Survival horror, Ação/Aventura                 | Acid Wizard Studio                     | [ 157 ] |
| M A I O   | 17  | Darkwood                                                  | XBO                  | Survival horror, Ação/Aventura                 | Acid Wizard Studio                     | [ 157 ] |
| M A I O   | 21  | Assassin's Creed III Remastered                           | NS                   | Ação/Aventura, Stealth                         | Ubisoft                                | [ 164 ] |
| M A I O   | 21  | Atelier Lulua: The Scion of Arland                        | Win, NS, PS4         | RPG                                            | Koei Tecmo                             | [ 165 ] |
| M A I O   | 21  | Dauntless                                                 | Win, PS4, XBO        | RPG de ação                                    | Epic Games                             | [ 166 ] |
| M A I O   | 21  | Observation                                               | Win, PS4             | Aventura, puzzle                               | Devolver Digital                       | [ 167 ] |
| M A I O   | 21  | Resident Evil                                             | NS                   | Survival horror                                | Capcom                                 | [ 168 ] |
| M A I O   | 21  | Resident Evil 4                                           | NS                   | Survival horror, tiro em terceira pessoa       | Capcom                                 | [ 168 ] |
| M A I O   | 21  | Resident Evil Zero                                        | NS                   | Survival horror                                | Capcom                                 | [ 168 ] |
| M A I O   | 21  | Slay the Spire                                            | PS4                  | Roguelike, deck-building                       | Humble Bundle                          | [ 169 ] |
| M A I O   | 21  | Team Sonic Racing                                         | Win, NS, PS4, XBO    | Corrida de Kart                                | Sega                                   | [ 170 ] |
| M A I O   | 22  | Pokémon Rumble Rush                                       | Droid                | Ação                                           | The Pokémon Company                    | [ 171 ] |
| M A I O   | 23  | Total War: Three Kingdoms                                 | Win                  | Turn-based strategy, Táticas em tempo real     | Sega                                   | [ 172 ] |
| M A I O   | 27  | Little Friends: Dogs & Cats                               | NS                   | Simulação                                      | Imagineer                              |         |
| M A I O   | 28  | Among the Sleep: Enhanced Edition                         | NS, PS4, XBO         | Survival horror, Ação/Aventura                 | Krillbite Studio                       | [ 173 ] |
| M A I O   | 28  | Blood & Truth                                             | PS4                  | tiro em primeira pessoa                        | Sony Interactive Entertainment         | [ 174 ] |
| M A I O   | 28  | Brothers: A Tale of Two Sons                              | NS                   | Aventura                                       | 505 Games                              | [ 175 ] |
| M A I O   | 28  | Crystal Crisis                                            | NS                   | puzzle                                         | Nicalis                                | [ 176 ] |
| M A I O   | 28  | The House in Fata Morgana: Dream of the Revenants Edition | PSVita               | Romance visual                                 | Mighty Rabbit Studios                  | [ 177 ] |
| M A I O   | 28  | Layers of Fear 2                                          | Win, PS4, XBO        | Aventura, horror                               | Gun Media                              | [ 178 ] |
| M A I O   | 28  | Void Bastards                                             | Win, XBO             | tiro em primeira pessoa, roguelike             | Humble Bundle                          |         |
| M A I O   | 29  | Vectronom                                                 | Win, Mac, NS         | Ritmo                                          | ARTE Experience                        | [ 179 ] |
| M A I O   | 30  | Outer Wilds                                               | Win, XBO             | Aventura                                       | Annapurna Interactive                  | [ 180 ] |
| M A I O   | 31  | Cricket 19                                                | NS, PS4, XBO         | Esporte                                        | Big Ant Studios                        | [ 181 ] |
| M A I O   | 31  | PixARK                                                    | Win, NS, PS4, XBO    | Sandbox                                        | Snail Games                            | [ 182 ] |
| J U N H O | 4   | Asdivine Dios                                             | Win, XBO             | RPG                                            | Kemco                                  | [ 183 ] |
| J U N H O | 4   | Kotodama: The 7 Mysteries of Fujisawa                     | Win, NS, PS4         | Romance visual                                 | PQube                                  | [ 184 ] |
| J U N H O | 4   | The Legend of Heroes: Trails of Cold Steel II             | PS4                  | RPG                                            | Xseed Games                            | [ 185 ] |
| J U N H O | 4   | Persona Q2: New Cinema Labyrinth                          | 3DS                  | Dungeon crawler, RPG                           | Atlus                                  | [ 186 ] |
| J U N H O | 4   | Timespinner                                               | NS                   | Metroidvania                                   | Lunar Ray Games                        | [ 187 ] |
| J U N H O | 4   | Warhammer: Chaosbane                                      | Win, PS4, XBO        | RPG                                            | Bigben Interactive                     | [ 188 ] |
| J U N H O | 6   | Journey                                                   | Win                  | Aventura, art game                             | Annapurna Interactive                  | [ 189 ] |
| J U N H O | 6   | MotoGP 19                                                 | Win, PS4, XBO        | Corrida                                        | Milestone                              |         |
| J U N H O | 6   | Slay the Spire                                            | NS                   | Roguelike, deck-building                       | Humble Bundle                          | [ 190 ] |
| J U N H O | 7   | A-Train Express                                           | PS4, PSVR            | simulação                                      | Degica Games                           | [ 191 ] |
| J U N H O | 7   | Octopath Traveler                                         | Win                  | RPG                                            | Square Enix                            | [ 192 ] |
| J U N H O | 11  | Battle Worlds: Kronos                                     | NS                   | Turn-based strategy                            | THQ Nordic                             | [ 193 ] |
| J U N H O | 11  | Collection of Mana                                        | NS                   | RPG de ação                                    | Square Enix                            | [ 194 ] |
| J U N H O | 11  | Contra Anniversary Collection                             | Win, NS, PS4, XBO    | Ação, Plataforma                               | Konami                                 | [ 195 ] |
| J U N H O | 11  | The House in Fata Morgana: Dream of the Revenants Edition | PS4                  | Romance visual                                 | Mighty Rabbit Studios                  | [ 177 ] |
| J U N H O | 12  | Doraemon: Nobita's Story of Seasons                       | NS                   | simulação                                      | Bandai Namco Entertainment             | [ 196 ] |
| J U N H O | 13  | Cadence of Hyrule                                         | NS                   | Roguelike, Ritmo                               | Nintendo                               | [ 197 ] |
| J U N H O | 14  | Blaster Master Zero                                       | Win                  | Ação, Plataforma                               | Inti Creates                           | [ 198 ] |
| J U N H O | 18  | Bloodstained: Ritual of the Night                         | Win, PS4, XBO        | Metroidvania, Ação/Aventura                    | 505 Games                              | [ 199 ] |
| J U N H O | 18  | Crystal Crisis                                            | PS4                  | puzzle                                         | Nicalis                                | [ 200 ] |
| J U N H O | 20  | 198X                                                      | Win, PS4             | Arcade                                         | Hi-Bit Studios                         | [ 201 ] |
| J U N H O | 20  | Harry Potter: Wizards Unite                               | iOS, Droid           | Aventura                                       | Niantic                                | [ 202 ] |
| J U N H O | 20  | My Friend Pedro                                           | Win, NS              | Shoot 'em up                                   | Devolver Digital                       | [ 203 ] |
| J U N H O | 20  | Project Lux                                               | PS4                  | Aventura                                       | Sekai Project                          | [ 204 ] |
| J U N H O | 20  | Super Neptunia RPG                                        | Win                  | RPG                                            | Idea Factory                           | [ 205 ] |
| J U N H O | 20  | Yakuza 5                                                  | PS4                  | Ação/Aventura                                  | Sega                                   | [ 206 ] |
| J U N H O | 20  | Yo-kai Watch 4                                            | NS                   | RPG                                            | Level-5                                | [ 207 ] |
| J U N H O | 21  | Crash Team Racing Nitro-Fueled                            | NS, PS4, XBO         | Corrida de Kart                                | Activision                             | [ 208 ] |
| J U N H O | 24  | Heavy Rain                                                | Win                  | Interactive drama                              | Sony Interactive Entertainment         | [ 209 ] |
| J U N H O | 25  | Bloodstained: Ritual of the Night                         | NS                   | Metroidvania, Ação/Aventura                    | 505 Games                              | [ 199 ] |
| J U N H O | 25  | Devil May Cry                                             | NS                   | Ação/Aventura, hack and slash                  | Capcom                                 | [ 210 ] |
| J U N H O | 25  | Judgment                                                  | PS4                  | Ação/Aventura                                  | Sega                                   | [ 211 ] |
| J U N H O | 25  | Samurai Shodown                                           | PS4, XBO             | Luta                                           | Athlon Games                           | [ 212 ] |
| J U N H O | 25  | Super Neptunia RPG                                        | NS, PS4              | RPG                                            | Idea Factory                           | [ 205 ] |
| J U N H O | 26  | Hardcore Mecha                                            | Win, PS4             | Ação, mech                                     |                                        | [ 213 ] |
| J U N H O | 26  | Human: Fall Flat                                          | iOS, Droid           | plataforma, puzzle                             | 505 Games                              | [ 214 ] |
| J U N H O | 27  | Minit                                                     | iOS, Droid           | Aventura                                       | Devolver Digital                       | [ 215 ] |
| J U N H O | 27  | MotoGP 19                                                 | NS                   | Corrida                                        | Milestone                              |         |
| J U N H O | 27  | The Sinking City                                          | Win, PS4, XBO        | Ação/Aventura, survival horror                 | Bigben Interactive                     | [ 216 ] |
| J U N H O | 28  | F1 2019                                                   | Win, PS4, XBO        | Corrida                                        | Codemasters                            | [ 217 ] |
| J U N H O | 28  | Super Mario Maker 2                                       | NS                   | Level editor, plataforma                       | Nintendo                               | [ 218 ] |

### Julho–Setembro
| Mês             | Dia | Título                                                       | Plataforma(s)           | Gênero(s)                                | Publicadora(s)                         | Ref             |
| --------------- | --- | ------------------------------------------------------------ | ----------------------- | ---------------------------------------- | -------------------------------------- | --------------- |
| J U L H O       | 2   | Final Fantasy XIV: Shadowbringers                            | Win, PS4                | MMORPG                                   | Square Enix                            | [ 219 ]         |
| J U L H O       | 2   | Psyvariar Delta                                              | NS, PS4                 | Shoot 'em up                             | Dispatch Games                         | [ 220 ]         |
| J U L H O       | 2   | Red Faction: Guerrilla Re-Mars-tered                         | NS                      | tiro em terceira pessoa, Ação/Aventura   | THQ Nordic                             | [ 221 ]         |
| J U L H O       | 4   | Alternate Jake Hunter: Daedalus The Awakening of Golden Jazz | Win                     | Aventura                                 | Arc System Works                       | [ 222 ]         |
| J U L H O       | 4   | Clannad                                                      | NS                      | Romance visual                           | Prototype                              | [ 223 ]         |
| J U L H O       | 4   | Stranger Things 3: The Game                                  | Win, NS, PS4, XBO       | Beat 'em up                              | Netflix                                | [ 224 ]         |
| J U L H O       | 5   | Attack on Titan 2: Final Battle                              | Win, NS, PS4, XBO       | Ação                                     | Koei Tecmo                             | [ 225 ]         |
| J U L H O       | 5   | Sea of Solitude                                              | Win, PS4, XBO           | Aventura                                 | Electronic Arts                        | [ 226 ]         |
| J U L H O       | 5   | Teppen                                                       | iOS, Droid              | Digital collectible card game            | GungHo Online Entertainment            | [ 227 ]         |
| J U L H O       | 9   | Dr. Mario World                                              | iOS, Droid              | puzzle                                   | Nintendo                               | [ 228 ]         |
| J U L H O       | 9   | Senran Kagura: Peach Ball                                    | NS                      | Pinball                                  | Xseed Games                            | [ 229 ]         |
| J U L H O       | 9   | Umihara Kawase Fresh!                                        | NS                      | Action, plataforma                       | Nicalis                                | [ 230 ]         |
| J U L H O       | 11  | Blazing Chrome                                               | Win, NS, PS4, XBO       | Run and gun                              | The Arcade Crew                        | [ 228 ]         |
| J U L H O       | 11  | Earth Defense Force 5                                        | Win                     | tiro em terceira pessoa                  | D3 Publisher                           | [ 231 ]         |
| J U L H O       | 11  | Tiny Metal: Full Metal Rumble                                | Win, NS                 | Estratégia por turnos                    | Unties                                 | [ 232 ]         |
| J U L H O       | 12  | Aggelos                                                      | PS4, XBO                | Ação, Plataforma                         |                                        | [ 233 ]         |
| J U L H O       | 12  | Dragon Quest Builders 2                                      | NS, PS4                 | RPG de ação, sandbox                     | Square Enix                            | [ 234 ]         |
| J U L H O       | 12  | God Eater 3                                                  | NS                      | RPG de ação                              | Bandai Namco Entertainment             | [ 235 ]         |
| J U L H O       | 18  | Etherborn                                                    | Win, NS, PS4, XBO       | puzzle                                   | Altered Matter                         | [ 236 ]         |
| J U L H O       | 18  | Sky: Children of the Light                                   | iOS                     | Aventura                                 | Thatgamecompany                        | [ 237 ]         |
| J U L H O       | 19  | Lost Ember                                                   | Win, PS4, XBO           |                                          | Mooneye Studios                        |                 |
| J U L H O       | 19  | Marvel Ultimate Alliance 3: The Black Order                  | NS                      | RPG de ação                              | Nintendo                               | [ 238 ]         |
| J U L H O       | 22  | Beyond: Two Souls                                            | Win                     | Interactive drama                        | Quantic Dream                          | [ 209 ]         |
| J U L H O       | 23  | Pokémon Rumble Rush                                          | iOS                     | Ação                                     | The Pokemon Company                    | [ 239 ]         |
| J U L H O       | 23  | Tetris Effect                                                | Win                     | Puzzle                                   | Enhance Games                          | [ 240 ]         |
| J U L H O       | 23  | Vane                                                         | Win                     | Aventura                                 | Friend & Foe                           | [ 241 ]         |
| J U L H O       | 25  | Hyper Light Drifter                                          | iOS                     | RPG de ação                              | Abylight Studios                       | [ 242 ]         |
| J U L H O       | 25  | Raiden V: Director's Cut                                     | NS                      | Shooter                                  | UFO Interactive Games                  | [ 243 ]         |
| J U L H O       | 26  | Fire Emblem: Three Houses                                    | NS                      | RPG de estratégia                        | Nintendo                               | [ 244 ]         |
| J U L H O       | 26  | Kill la Kill: If                                             | Win, NS, PS4            | Ação, Luta                               | Arc System Works                       | [ 245 ]         |
| J U L H O       | 26  | Wolfenstein: Cyberpilot                                      | Win, PS4                | tiro em primeira pessoa, Ação/Aventura   | Bethesda Softworks                     | [ 246 ]         |
| J U L H O       | 26  | Wolfenstein: Youngblood                                      | Win, NS, PS4, XBO       | tiro em primeira pessoa                  | Bethesda Softworks                     | [ 246 ]         |
| J U L H O       | 30  | Mutant Year Zero: Road to Eden: Deluxe Edition               | NS                      | Turn-based strategy                      | Funcom                                 | [ 247 ]         |
| J U L H O       | 30  | Oxygen Not Included                                          | Win, Mac, Lin           | Sobrevivência, simulação                 | Klei Entertainment                     | [ 248 ]         |
| J U L H O       | 31  | Crystal Crisis                                               | Win                     | puzzle                                   | Nicalis                                | [ 249 ]         |
| A G O S T O     | 2   | The Church in the Darkness                                   | Win, Mac, NS, PS4, XBO  | Ação/Aventura                            | Fellow Traveler                        | [ 250 ]         |
| A G O S T O     | 2   | Dry Drowning                                                 | Win                     | Romance visual                           | VLG Publishing                         | [ 251 ]         |
| A G O S T O     | 2   | Horsey, Listen!                                              | Win                     | puzzle                                   | Lekker Spelen                          |                 |
| A G O S T O     | 2   | Madden NFL 20                                                | Win, PS4, XBO           | Esporte                                  | EA Sports                              | [ 252 ]         |
| A G O S T O     | 3   | Asdivine Menace                                              | XBO                     | RPG                                      | Kemco                                  | [ 253 ]         |
| A G O S T O     | 6   | Age of Wonders: Planetfall                                   | Win, PS4, XBO           | 4X, turn-based strategy                  | Paradox Interactive                    | [ 254 ]         |
| A G O S T O     | 6   | Illusion of L'Phalcia                                        | PS4                     | RPG                                      | Kemco                                  | [ 255 ]         |
| A G O S T O     | 6   | Metal Wolf Chaos XD                                          | Win, PS4, XBO           | tiro em terceira pessoa                  | Devolver Digital                       | [ 256 ]         |
| A G O S T O     | 8   | Pillars of Eternity: Complete Edition                        | NS                      | Role-playing                             | Versus Evil                            | [ 257 ]         |
| A G O S T O     | 9   | Sword Art Online: Fatal Bullet Complete Edition              | NS                      | RPG de ação                              | Bandai Namco Entertainment             | [ 258 ]         |
| A G O S T O     | 12  | Anodyne 2 - Return to Dust                                   | Win, Mac, Lin           | Ação/Aventura                            | Analgesic Productions                  | [ 259 ]         |
| A G O S T O     | 13  | The Bard's Tale Trilogy                                      | XBO                     | Roguelike                                | inXile Entertainment                   | [ 260 ]         |
| A G O S T O     | 13  | Friday the 13th: The Game                                    | NS                      | Survival horror                          | Gun Media                              | [ 261 ]         |
| A G O S T O     | 13  | Rebel Galaxy Outlaw                                          | Win                     | Space flight simulation                  | Double Damage Games                    | [ 262 ]         |
| A G O S T O     | 15  | Ion Fury                                                     | Win, Mac, Lin           | tiro em primeira pessoa                  | 3D Realms                              | [ 263 ]         |
| A G O S T O     | 15  | Vasara HD Collection                                         | NS, PS4, XBO            | Shoot 'em up                             | QUByte Interactive                     | [ 264 ]         |
| A G O S T O     | 16  | Grandia HD Collection                                        | NS                      | RPG                                      | GungHo Online Entertainment            | [ 265 ]         |
| A G O S T O     | 18  | FAR: Lone Sails                                              | NS                      | Vehicle adventure                        | Mixtvision                             | [ 266 ]         |
| A G O S T O     | 20  | Rad                                                          | Win, NS, PS4, XBO       | Roguelike                                | Bandai Namco Entertainment             | [ 267 ]         |
| A G O S T O     | 20  | Remnant: From the Ashes                                      | Win, PS4, XBO           | tiro em terceira pessoa, Ação/Aventura   | Perfect World Entertainment            | [ 268 ]         |
| A G O S T O     | 20  | Yakuza 3                                                     | PS4                     | Ação/Aventura                            | Sega                                   | [ 269 ]         |
| A G O S T O     | 20  | Yu-Gi-Oh! Legacy of the Duelist: Link Evolution              | NS                      | Turn-based strategy                      | Konami                                 | [ 270 ]         |
| A G O S T O     | 22  | Life Is Strange 2 – Episode 4: Faith                         | Win, PS4, XBO           | Graphic adventure                        | Square Enix                            | [ 153 ]         |
| A G O S T O     | 22  | Oninaki                                                      | Win, NS, PS4            | RPG                                      | Square Enix                            | [ 271 ]         |
| A G O S T O     | 22  | Tokyo Chronos                                                | PS4                     | Aventura                                 | Sekai Project                          | [ 272 ]         |
| A G O S T O     | 27  | Ancestors: The Humankind Odyssey                             | Win                     | Sobrevivência                            | Private Division                       | [ 273 ]         |
| A G O S T O     | 27  | The Bard's Tale IV: Director's Cut                           | Win, Mac, Lin, PS4, XBO | Roguelike                                | inXile Entertainment                   | [ 274 ]         |
| A G O S T O     | 27  | Control                                                      | Win, PS4, XBO           | tiro em terceira pessoa, Ação/Aventura   | 505 Games                              | [ 275 ]         |
| A G O S T O     | 27  | Crystar                                                      | Win, PS4                | RPG de ação                              | Spike Chunsoft                         | [ 276 ]         |
| A G O S T O     | 27  | Hunt: Showdown                                               | Win                     | tiro em primeira pessoa, survival horror | Crytek                                 | [ 277 ]         |
| A G O S T O     | 27  | Minoria                                                      | Win, NS                 | Metroidvania                             | Dangen Entertainment                   | [ 278 ]         |
| A G O S T O     | 27  | World of Warcraft Classic                                    | Win, Mac                | RPG                                      | Blizzard Entertainment                 | [ 279 ]         |
| A G O S T O     | 28  | Pokémon Masters                                              | iOS, Droid              | RPG                                      | DeNA                                   | [ 280 ]         |
| A G O S T O     | 29  | Azur Lane: Crosswave                                         | PS4                     | RPG de ação                              | Idea Factory                           | [ 281 ]         |
| A G O S T O     | 29  | Bubsy: Paws on Fire!                                         | NS                      | Plataforma                               | UFO Interactive Games                  |                 |
| A G O S T O     | 30  | Astral Chain                                                 | NS                      | Ação                                     | Nintendo                               | [ 282 ]         |
| A G O S T O     | 30  | Blair Witch                                                  | Win, XBO                | Survival horror                          | Lionsgate Games                        | [ 283 ]         |
| A G O S T O     | 30  | Psychedelica of the Ashen Hawk                               | Win                     | Romance visual                           | Intragames, Idea Factory               | [ 284 ]         |
| A G O S T O     | 30  | The Dark Pictures: Man of Medan                              | Win, PS4, XBO           | Aventura, survival horror                | Bandai Namco Entertainment             | [ 285 ]         |
| A G O S T O     | 30  | The Ninja Saviors: Return of the Warriors                    | NS, PS4                 | Beat 'em up                              | ININ Games                             | [ 286 ]         |
| S E T E M B R O | 3   | Catherine: Full Body                                         | PS4                     | Puzzle-platform                          | Atlus                                  | [ 287 ]         |
| S E T E M B R O | 3   | Children of Morta                                            | Win, Mac                | RPG de ação                              | 11 Bit Studios                         | [ 288 ]         |
| S E T E M B R O | 3   | Final Fantasy VIII Remastered                                | Win, NS, PS4, XBO       | RPG                                      | Square Enix                            | [ 289 ]         |
| S E T E M B R O | 3   | Last Oasis                                                   | Win                     | Sobrevivência                            |                                        | [ 290 ]         |
| S E T E M B R O | 3   | Root Letter: Last Answer                                     | NS, PS4                 | Romance visual                           | PQube                                  | [ 291 ]         |
| S E T E M B R O | 3   | Spyro Reignited Trilogy                                      | Win, NS                 | plataforma                               | Activision                             | [ 292 ]         |
| S E T E M B R O | 4   | Deadly Premonition: Origins                                  | NS                      | Survival horror                          | Rising Star Games                      | [ 293 ]         |
| S E T E M B R O | 4   | Divinity: Original Sin II                                    | NS                      | RPG                                      | Bandai Namco Entertainment             | [ 294 ]         |
| S E T E M B R O | 5   | River City Girls                                             | Win, NS, PS4, XBO       | Beat 'em up                              | Arc System Works                       | [ 295 ]         |
| S E T E M B R O | 6   | Monster Hunter World: Iceborne                               | PS4, XBO                | Ação/Aventura                            | Capcom                                 | [ 296 ]         |
| S E T E M B R O | 6   | NBA 2K20                                                     | Win, NS, PS4, XBO       | Esporte                                  | 2K Sports                              |                 |
| S E T E M B R O | 10  | Caravan Stories                                              | PS4                     | MMORPG                                   |                                        | [ 297 ]         |
| S E T E M B R O | 10  | eFootball Pro Evolution Soccer 2020                          | Win, PS4, XBO           | Esporte                                  | Konami                                 | [ 298 ]         |
| S E T E M B R O | 10  | Gears 5                                                      | Win, XBO                | tiro em terceira pessoa                  | Xbox Game Studios                      | [ 299 ]         |
| S E T E M B R O | 10  | GreedFall                                                    | Win, PS4, XBO           | RPG de ação                              | Focus Home Interactive                 | [ 300 ]         |
| S E T E M B R O | 10  | Utawarerumono Zan                                            | PS4                     | RPG de ação, beat 'em up                 | NIS America                            | [ 301 ]         |
| S E T E M B R O | 13  | Borderlands 3                                                | Win, PS4, XBO           | tiro em primeira pessoa                  | 2K Games                               | [ 302 ]         |
| S E T E M B R O | 13  | Daemon X Machina                                             | NS                      | Ação, tiro em terceira pessoa            | Nintendo                               | [ 303 ]         |
| S E T E M B R O | 13  | NHL 20                                                       | PS4, XBO                | Esporte                                  | EA Sports                              | [ 304 ]         |
| S E T E M B R O | 17  | AI: The Somnium Files                                        | Win, NS, PS4            | Aventura                                 | Spike Chunsoft                         | [ 305 ]         |
| S E T E M B R O | 17  | Lego Jurassic World                                          | NS                      | Ação/Aventura                            | Warner Bros. Interactive Entertainment | [ 306 ]         |
| S E T E M B R O | 17  | Reel Fishing: Road Trip Adventure                            | NS, PS4                 | Fishing                                  | Natsume                                | [ 307 ]         |
| S E T E M B R O | 19  | Devil May Cry 2                                              | NS                      | Ação/Aventura, hack and slash            | Capcom                                 | [ 308 ]         |
| S E T E M B R O | 19  | Sayonara Wild Hearts                                         | NS, PS4                 | Music                                    | Annapurna Interactive                  | [ 309 ]         |
| S E T E M B R O | 19  | Shakedown: Hawaii                                            | 3DS                     | Ação/Aventura                            | Vblank Entertainment                   | [ 310 ]         |
| S E T E M B R O | 19  | Shantae and the Seven Sirens                                 | iOS                     | Plataforma                               | WayForward                             | [ 311 ]         |
| S E T E M B R O | 19  | Sonic Racing                                                 | iOS                     | Corrida                                  | Sega                                   | [ 312 ]         |
| S E T E M B R O | 20  | The Legend of Zelda: Link's Awakening                        | NS                      | Ação/Aventura                            | Nintendo                               | [ 313 ]         |
| S E T E M B R O | 20  | Untitled Goose Game                                          | Win, NS                 | Stealth                                  | Panic Inc.                             | [ 314 ]         |
| S E T E M B R O | 20  | Ni no Kuni: Wrath of the White Witch                         | NS                      | RPG                                      | Bandai Namco Entertainment             | [ 315 ]         |
| S E T E M B R O | 20  | Ni no Kuni: Wrath of the White Witch Remastered              | Win, PS4                | RPG                                      | Bandai Namco Entertainment             | [ 315 ]         |
| S E T E M B R O | 24  | Baldur's Gate: Enhanced Edition                              | NS, PS4, XBO            | RPG                                      | Skybound Games                         | [ 316 ]         |
| S E T E M B R O | 24  | Baldur's Gate: Siege of Dragonspear                          | NS, PS4, XBO            | RPG                                      | Skybound Games                         | [ 316 ]         |
| S E T E M B R O | 24  | Baldur's Gate II: Enhanced Edition                           | NS, PS4, XBO            | RPG                                      | Skybound Games                         | [ 316 ]         |
| S E T E M B R O | 24  | Contra: Rogue Corps                                          | Win, NS, PS4, XBO       | Run and gun                              | Konami                                 | [ 317 ]         |
| S E T E M B R O | 24  | Icewind Dale: Enhanced Edition                               | NS, PS4, XBO            | RPG                                      | Skybound Games                         | [ 316 ]         |
| S E T E M B R O | 24  | Planescape: Torment: Enhanced Edition                        | NS, PS4, XBO            | RPG                                      | Skybound Games                         | [ 316 ]         |
| S E T E M B R O | 24  | The Surge 2                                                  | Win, PS4, XBO           | RPG de ação                              | Focus Home Interactive                 | [ 318 ]         |
| S E T E M B R O | 25  | Mario Kart Tour                                              | iOS, Droid              | Corrida de Kart                          | Nintendo                               | [ 319 ]         |
| S E T E M B R O | 26  | Darksiders II: Deathinitive Edition                          | NS                      | RPG de ação, hack and slash              | THQ Nordic                             | [ 320 ]         |
| S E T E M B R O | 26  | Gunvolt Chronicles: Luminous Avenger iX                      | Win, NS, PS4            | Action, plataforma                       | Inti Creates                           | [ 321 ] [ 322 ] |
| S E T E M B R O | 26  | Ys IX: Monstrum Nox                                          | PS4                     | RPG                                      | Nihon Falcom                           | [ 323 ]         |
| S E T E M B R O | 27  | Code Vein                                                    | Win, PS4, XBO           | RPG de ação                              | Bandai Namco Entertainment             | [ 324 ]         |
| S E T E M B R O | 27  | Dragon Quest                                                 | NS                      | RPG                                      | Square Enix                            | [ 325 ]         |
| S E T E M B R O | 27  | Dragon Quest II                                              | NS                      | RPG                                      | Square Enix                            | [ 325 ]         |
| S E T E M B R O | 27  | Dragon Quest III                                             | NS                      | RPG                                      | Square Enix                            | [ 325 ]         |
| S E T E M B R O | 27  | Dragon Quest XI S                                            | NS                      | RPG                                      | Nintendo                               | [ 326 ]         |
| S E T E M B R O | 27  | FIFA 20                                                      | Win, NS, PS4, XBO       | Esporte                                  | EA Sports                              | [ 327 ]         |
| S E T E M B R O | 27  | Memorrha                                                     | Win, Mac, NS, PS4, XBO  | Puzzle adventure                         | StickyStoneStudio                      | [ 328 ]         |
| S E T E M B R O | 27  | Ori and the Blind Forest                                     | NS                      | Platform                                 | Microsoft Studios                      | [ 329 ]         |
| S E T E M B R O | 27  | Tropico 6                                                    | PS4, XBO                | Construção e gerenciamento               | Kalypso Media                          | [ 330 ]         |
| S E T E M B R O | 30  | Cube World                                                   | Win                     | RPG de ação                              | Picroma                                | [ 331 ]         |

### Outubro–Dezembro
| Mês             | Dia | Título                                                                                | Plataforma(s)                         | Gênero(s)                                | Publicadora(s)                         | Ref             |
| --------------- | --- | ------------------------------------------------------------------------------------- | ------------------------------------- | ---------------------------------------- | -------------------------------------- | --------------- |
| O U T U B R O   | 1   | Call of Duty: Mobile                                                                  | iOS, Droid                            | tiro em primeira pessoa, Battle royale   | Activision                             |                 |
| O U T U B R O   | 1   | Destiny 2: Shadowkeep                                                                 | Win, PS4, XBO                         | RPG de ação, tiro em primeira pessoa     | Bungie                                 |                 |
| O U T U B R O   | 1   | Mobile Suit Gundam: Battle Operation 2                                                | PS4                                   | Ação                                     | Bandai Namco Entertainment             | [ 332 ]         |
| O U T U B R O   | 1   | ReadySet Heroes                                                                       | Win, PS4                              | Ação                                     | Sony Interactive Entertainment         | [ 333 ]         |
| O U T U B R O   | 1   | What the Golf?                                                                        | Win, iOS                              | puzzle                                   | The Label                              | [ 334 ]         |
| O U T U B R O   | 1   | YU-NO: A Girl Who Chants Love at the Bound of this World                              | Win, NS, PS4                          | Aventura, Romance visual                 | Spike Chunsoft                         | [ 335 ]         |
| O U T U B R O   | 2   | One Night Stand                                                                       | PS4, XBO                              | Romance visual                           | Ratalaika Games                        | [ 336 ]         |
| O U T U B R O   | 3   | Fault Milestone One                                                                   | NS                                    | Romance visual                           | Sekai Project                          | [ 337 ]         |
| O U T U B R O   | 4   | Ciconia When They Cry – Phase 1: For You, the Replaceable Ones                        | Win, Mac                              | Romance visual                           | 07th Expansion, MangaGamer             | [ 338 ] [ 339 ] |
| O U T U B R O   | 4   | Ghostbusters: The Video Game Remastered                                               | Win, NS, PS4, XBO                     | tiro em terceira pessoa                  | Mad Dog Games                          | [ 340 ]         |
| O U T U B R O   | 4   | One Night Stand                                                                       | NS                                    | Romance visual                           | Ratalaika Games                        | [ 336 ]         |
| O U T U B R O   | 4   | Tom Clancy's Ghost Recon Breakpoint                                                   | Win, PS4, XBO                         | Tactical shooter                         | Ubisoft                                | [ 341 ]         |
| O U T U B R O   | 7   | Shantae and the Seven Sirens                                                          | Mac                                   | Plataforma                               | WayForward                             | [ 342 ]         |
| O U T U B R O   | 8   | The Alliance Alive HD Remastered                                                      | NS, PS4                               | RPG                                      | NIS America                            | [ 343 ]         |
| O U T U B R O   | 8   | BurgerTime Party!                                                                     | NS                                    | Ação, puzzle                             | Xseed Games                            | [ 344 ]         |
| O U T U B R O   | 8   | Concrete Genie                                                                        | PS4                                   | Ação/Aventura                            | Sony Interactive Entertainment         | [ 345 ]         |
| O U T U B R O   | 8   | Trine 4: The Nightmare Prince                                                         | Win, NS, PS4, XBO                     | plataforma                               | Modus Games                            | [ 346 ]         |
| O U T U B R O   | 8   | Indivisible                                                                           | Win, PS4, XBO                         | RPG de ação                              | 505 Games                              | [ 347 ]         |
| O U T U B R O   | 8   | Yooka-Laylee and the Impossible Lair                                                  | Win, NS, PS4, XBO                     | plataforma                               | Team17                                 | [ 348 ]         |
| O U T U B R O   | 10  | Corpse Party: Blood Drive                                                             | Win, NS                               | Survival horror                          | Marvelous USA / Marvelous Europe       | [ 349 ]         |
| O U T U B R O   | 10  | River City Melee Mach!!                                                               | Win, NS, PS4                          | Ação                                     | Arc System Works                       | [ 350 ]         |
| O U T U B R O   | 10  | Spirit Hunter: NG                                                                     | Win, NS, PS4, PSVita                  | Aventura, Romance visual                 | Aksys Games                            | [ 351 ]         |
| O U T U B R O   | 10  | Valfaris                                                                              | Win, NS                               | Ação Plataforma                          | Merge Games                            | [ 352 ]         |
| O U T U B R O   | 11  | Doraemon Story of Seasons                                                             | Win, NS                               | Simulação de fazenda, RPG                | Bandai Namco Entertainment             | [ 353 ]         |
| O U T U B R O   | 11  | Frostpunk                                                                             | PS4, XBO                              | Construção de cidade                     | 11 Bit Studios                         | [ 354 ]         |
| O U T U B R O   | 11  | Grid                                                                                  | Win, PS4, XBO                         | Corrida                                  | Codemasters                            | [ 355 ]         |
| O U T U B R O   | 11  | Killer Queen Black                                                                    | Win, NS                               | Estratégia em tempo real                 | BumbleBear Games                       | [ 356 ]         |
| O U T U B R O   | 15  | Children of Morta                                                                     | PS4, XBO                              | RPG de ação                              | 11 Bit Studios                         | [ 288 ]         |
| O U T U B R O   | 15  | Disco Elysium                                                                         | Win                                   | RPG                                      | ZA/UM                                  | [ 357 ]         |
| O U T U B R O   | 15  | Earth Defense Force: Iron Rain                                                        | Win                                   | tiro em terceira pessoa                  | D3 Publisher                           | [ 358 ]         |
| O U T U B R O   | 15  | Grandia HD Remaster                                                                   | Win                                   | RPG                                      | GungHo Online Entertainment            | [ 359 ]         |
| O U T U B R O   | 15  | Overwatch: Legendary Edition                                                          | NS                                    | tiro em primeira pessoa                  | Blizzard Entertainment                 | [ 360 ]         |
| O U T U B R O   | 15  | Steins;Gate Elite                                                                     | iOS                                   | Romance visual                           | Mages                                  | [ 361 ]         |
| O U T U B R O   | 15  | The Witcher 3: Wild Hunt Complete Edition                                             | NS                                    | RPG de ação                              | Warner Bros. Interactive Entertainment | [ 362 ]         |
| O U T U B R O   | 16  | Little Town Hero                                                                      | NS                                    | RPG                                      | Game Freak                             | [ 363 ]         |
| O U T U B R O   | 17  | Monkey King: Hero is Back                                                             | Win, PS4                              | Ação/Aventura                            | THQ Nordic                             | [ 364 ]         |
| O U T U B R O   | 17  | Stranded Sails: Explorers of the Cursed Islands                                       | Win, NS, PS4, XBO                     | Aventura                                 | rokaplay, Merge Games                  | [ 365 ]         |
| O U T U B R O   | 17  | The Jackbox Party Pack 6                                                              | Win, NS, PS4, XBO                     | Party                                    | Jackbox Games                          | [ 366 ]         |
| O U T U B R O   | 17  | Travis Strikes Again: No More Heroes Complete Edition                                 | Win, PS4                              | Ação/Aventura                            | Marvelous                              | [ 367 ]         |
| O U T U B R O   | 17  | Vectronom                                                                             | iOS, Droid                            | Ritmo                                    | ARTE Experience                        | [ 368 ]         |
| O U T U B R O   | 18  | Digimon Story Cyber Sleuth: Complete Edition                                          | Win, NS                               | RPG                                      | Bandai Namco Entertainment             | [ 369 ]         |
| O U T U B R O   | 18  | Ice Age: Scrat's Nutty Adventure                                                      | Win, NS, PS4, XBO                     | Platform                                 | Outright Games                         | [ 370 ]         |
| O U T U B R O   | 18  | Plants vs Zombies: Battle for Neighborville                                           | Win, PS4, XBO                         | tiro em terceira pessoa                  | Electronic Arts                        | [ 371 ]         |
| O U T U B R O   | 18  | Return of the Obra Dinn                                                               | NS, PS4, XBO                          | puzzle                                   | 3909                                   | [ 372 ]         |
| O U T U B R O   | 18  | Ring Fit Adventure                                                                    | NS                                    | Aventura, Fitness                        | Nintendo                               | [ 373 ]         |
| O U T U B R O   | 22  | Raging Loop                                                                           | NS, PS4                               | Romance visual                           | PQube                                  | [ 374 ]         |
| O U T U B R O   | 22  | The Legend of Heroes: Trails of Cold Steel III                                        | PS4                                   | RPG                                      | Xseed Games                            | [ 375 ]         |
| O U T U B R O   | 22  | Skullgirls 2nd Encore                                                                 | NS                                    | Luta                                     | Skybound Games                         | [ 376 ]         |
| O U T U B R O   | 22  | WWE 2K20                                                                              | Win, PS4, XBO                         | Esporte                                  | 2K Sports                              |                 |
| O U T U B R O   | 23  | Corpse Party 2: Dead Patient – Chapter 1                                              | Win                                   | Survival horror                          | Xseed Games, Marvelous USA             | [ 377 ]         |
| O U T U B R O   | 24  | Dusk Diver                                                                            | NS, PS4                               | RPG de ação                              | PQube                                  | [ 378 ]         |
| O U T U B R O   | 25  | Call of Duty: Modern Warfare                                                          | Win, PS4, XBO                         | tiro em primeira pessoa                  | Activision                             | [ 379 ]         |
| O U T U B R O   | 25  | MediEvil                                                                              | PS4                                   | Ação/Aventura, hack and slash            | Sony Interactive Entertainment         | [ 380 ]         |
| O U T U B R O   | 25  | The Outer Worlds                                                                      | Win, PS4, XBO                         | RPG                                      | Private Division                       | [ 381 ]         |
| O U T U B R O   | 29  | Afterparty                                                                            | Win, PS4, XBO                         | Aventura                                 | Night School Studio                    | [ 382 ]         |
| O U T U B R O   | 29  | Atelier Ryza: Ever Darkness & the Secret Hideout                                      | Win, NS, PS4                          | RPG                                      | Koei Tecmo                             | [ 383 ]         |
| O U T U B R O   | 29  | Disgaea 4 Complete+                                                                   | NS, PS4                               | RPG de estratégia                        | NIS America                            | [ 384 ]         |
| O U T U B R O   | 29  | Harvest Moon: Mad Dash                                                                | NS, PS4                               | puzzle                                   | Natsume                                | [ 385 ]         |
| O U T U B R O   | 29  | Resident Evil 5                                                                       | NS                                    | Survival horror, tiro em terceira pessoa | Capcom                                 | [ 386 ]         |
| O U T U B R O   | 29  | Resident Evil 6                                                                       | NS                                    | Survival horror, tiro em terceira pessoa | Capcom                                 | [ 386 ]         |
| O U T U B R O   | 29  | Super Monkey Ball: Banana Blitz HD                                                    | NS, PS4, XBO                          | plataforma                               | Sega                                   | [ 387 ]         |
| O U T U B R O   | 29  | Vampyr                                                                                | NS                                    | RPG de ação                              | Focus Home Interactive                 | [ 388 ]         |
| O U T U B R O   | 29  | Yakuza 4                                                                              | PS4                                   | Ação/Aventura                            | Sega                                   | [ 269 ]         |
| O U T U B R O   | 31  | Ghost Parade                                                                          | Win, NS, PS4                          | Aventura                                 | Aksys Games                            | [ 389 ]         |
| O U T U B R O   | 31  | Luigi's Mansion 3                                                                     | NS                                    | Ação/Aventura                            | Nintendo                               | [ 390 ]         |
| N O V E M B R O | 1   | Spirit of the North                                                                   | PS4                                   | Aventura                                 | Infuse Studio                          | [ 391 ]         |
| N O V E M B R O | 5   | Just Dance 2020                                                                       | Wii, NS, PS4, XBO, Stadia             | Ritmo                                    | Ubisoft                                |                 |
| N O V E M B R O | 5   | Mario & Sonic at the Olympic Games Tokyo 2020                                         | NS                                    | Esporte                                  | Sega                                   | [ 392 ]         |
| N O V E M B R O | 5   | Planet Zoo                                                                            | Win                                   | Construção e gerenciamento               | Frontier Developments                  | [ 393 ]         |
| N O V E M B R O | 5   | Red Dead Redemption 2                                                                 | Win                                   | Ação/Aventura                            | Rockstar Games                         | [ 394 ]         |
| N O V E M B R O | 5   | Valfaris                                                                              | PS4                                   | Ação Plataforma                          | Merge Games                            | [ 352 ]         |
| N O V E M B R O | 8   | Death Stranding                                                                       | PS4                                   | Ação                                     | Sony Interactive Entertainment         | [ 395 ]         |
| N O V E M B R O | 8   | Disney Tsum Tsum Festival                                                             | NS                                    | puzzle                                   | Bandai Namco Entertainment             | [ 396 ]         |
| N O V E M B R O | 8   | Golem                                                                                 | PS4                                   | Aventura                                 |                                        | [ 397 ]         |
| N O V E M B R O | 8   | Layton's Mystery Journey: Katrielle and the Millionaire's Conspiracy – Deluxe Edition | NS                                    | puzzle Aventura                          | Level-5                                | [ 398 ]         |
| N O V E M B R O | 8   | Need for Speed Heat                                                                   | Win, PS4, XBO                         | Corrida                                  | Electronic Arts                        | [ 399 ]         |
| N O V E M B R O | 8   | New Super Lucky's Tale                                                                | NS                                    | plataforma                               | Playful Corp.                          | [ 400 ]         |
| N O V E M B R O | 8   | Valfaris                                                                              | XBO                                   | Ação Plataforma                          | Merge Games                            | [ 352 ]         |
| N O V E M B R O | 11  | Romancing SaGa 3                                                                      | Win, NS, PS4, PSVita, XBO, iOS, Droid | RPG                                      | Square Enix                            | [ 401 ]         |
| N O V E M B R O | 13  | Last Labyrinth                                                                        | Win, PS4                              | VR escape-the-room Aventura              |                                        | [ 402 ]         |
| N O V E M B R O | 14  | Age of Empires II: Definitive Edition                                                 | Win                                   | Estratégia em tempo real                 | Xbox Game Studios                      | [ 403 ]         |
| N O V E M B R O | 14  | War of the Visions: Final Fantasy Brave Exvius                                        | iOS, Droid                            | RPG de estratégia                        | Square Enix                            | [ 404 ]         |
| N O V E M B R O | 15  | Pokémon Sword and Shield                                                              | NS                                    | RPG                                      | The Pokemon Company, Nintendo          | [ 405 ]         |
| N O V E M B R O | 15  | Star Wars Jedi: Fallen Order                                                          | Win, PS4, XBO                         | Ação/Aventura                            | Electronic Arts                        | [ 406 ]         |
| N O V E M B R O | 15  | Tokyo Ghoul: re Call to Exist                                                         | Win, PS4                              | Ação, Sobrevivência                      | Bandai Namco Entertainment             | [ 407 ]         |
| N O V E M B R O | 19  | Football Manager 2020                                                                 | Win, iOS, Droid                       | Sport simulation                         | Sega                                   | [ 408 ]         |
| N O V E M B R O | 19  | Shenmue III                                                                           | Win, PS4                              | Ação/Aventura                            | Deep Silver                            | [ 409 ]         |
| N O V E M B R O | 20  | Children of Morta                                                                     | NS                                    | RPG de ação                              | 11 Bit Studios                         | [ 288 ]         |
| N O V E M B R O | 22  | Sniper: Ghost Warrior Contracts                                                       | Win, PS4, XBO                         | tiro em primeira pessoa                  | CI Games                               | [ 410 ]         |
| N O V E M B R O | 27  | Cyber Troopers Virtual-On Masterpiece 1995~2001                                       | PS4                                   | Ação                                     | Sega                                   | [ 411 ]         |
| N O V E M B R O | 27  | SD Gundam G Generation Cross Rays                                                     | Win                                   | RPG de estratégia                        | Bandai Namco Entertainment             | [ 412 ]         |
| D E Z E M B R O | 3   | Blair Witch                                                                           | PS4                                   | Survival horror                          | Lionsgate Games                        | [ 413 ]         |
| D E Z E M B R O | 3   | Halo: Reach                                                                           | Win                                   | tiro em primeira pessoa                  | Xbox Game Studios                      | [ 414 ]         |
| D E Z E M B R O | 3   | Life Is Strange 2 – Episode 5: Wolves                                                 | Win, PS4, XBO                         | Graphic adventure                        | Square Enix                            | [ 153 ]         |
| D E Z E M B R O | 3   | Neverwinter Nights: Enhanced Edition                                                  | NS, PS4, XBO                          | RPG                                      | Skybound Games                         | [ 316 ]         |
| D E Z E M B R O | 3   | Phoenix Point                                                                         | Win, Mac                              | Estratégia, Estratégia por turnos        | Snapshot Games                         | [ 415 ]         |
| D E Z E M B R O | 3   | SaGa: Scarlet Grace - Ambitions                                                       | Win, NS, PS4, iOS, Droid              | RPG                                      | Square Enix                            | [ 416 ]         |
| D E Z E M B R O | 3   | Terminator: Resistance                                                                | Win, PS4, XBO                         | tiro em primeira pessoa                  | Reef Entertainment                     |                 |
| D E Z E M B R O | 5   | Alien: Isolation                                                                      | NS                                    | tiro em primeira pessoa                  | Sega                                   | [ 417 ]         |
| D E Z E M B R O | 5   | Darksiders Genesis                                                                    | Win, Stadia                           | Hack and slash, RPG                      | THQ Nordic                             | [ 418 ]         |
| D E Z E M B R O | 5   | Interrogation                                                                         | Win, Mac, Lin                         | Crime Noir, RPG                          | Mixtvision                             | [ 419 ]         |
| D E Z E M B R O | 5   | Raging Loop                                                                           | Win                                   | Romance visual                           | PQube                                  | [ 420 ]         |
| D E Z E M B R O | 5   | Star Ocean: First Departure R                                                         | NS, PS4                               | RPG                                      | Square Enix                            | [ 421 ]         |
| D E Z E M B R O | 6   | Ancestors: The Humankind Odyssey                                                      | PS4, XBO                              | Sobrevivência                            | Private Division                       | [ 273 ]         |
| D E Z E M B R O | 10  | Dragon Quest Builders 2                                                               | Win                                   | RPG de ação, sandbox                     | Square Enix                            | [ 422 ]         |
| D E Z E M B R O | 10  | MechWarrior 5: Mercenaries                                                            | Win                                   | Vehicular combat, Ação                   | Piranha Games                          | [ 423 ]         |
| D E Z E M B R O | 10  | Shovel Knight: King of Cards                                                          | Win, NS, PS4, XBO                     | plataforma                               | Yacht Club Games                       | [ 424 ]         |
| D E Z E M B R O | 10  | Shovel Knight: Showdown                                                               | Win, NS, PS4, XBO                     | Luta                                     | Yacht Club Games                       | [ 424 ]         |
| D E Z E M B R O | 10  | Steins;Gate 0                                                                         | NS                                    | Romance visual                           | Spike Chunsoft                         | [ 425 ]         |
| D E Z E M B R O | 10  | Steins;Gate: My Darling's Embrace                                                     | Win, NS, PS4                          | Romance visual                           | Spike Chunsoft                         | [ 425 ]         |
| D E Z E M B R O | 11  | Vampire: The Masquerade – Coteries of New York                                        | Win, Mac, Lin                         | Aventura                                 | Draw Distance                          | [ 426 ] [ 427 ] |
| D E Z E M B R O | 12  | Detroit: Become Human                                                                 | Win                                   | Aventura                                 | Quantic Dream                          | [ 428 ]         |
| D E Z E M B R O | 12  | Touhou Project Genso Skydrift                                                         | Win, NS                               | Corrida                                  | Unties                                 | [ 429 ]         |
| D E Z E M B R O | 12  | Path of the Warrior                                                                   | Win                                   | Beat'em up                               | Oculus Studios                         | [ 430 ]         |
| D E Z E M B R O | 12  | Project Sakura Wars                                                                   | PS4                                   | RPG de ação, dating sim, Romance visual  | Sega                                   | [ 431 ]         |
| D E Z E M B R O | 17  | Wattam                                                                                | Win, PS4                              | Ação                                     | Annapurna Interactive                  | [ 432 ]         |
| D E Z E M B R O | 27  | Brain Age: Nintendo Switch Training                                                   | NS                                    | puzzle                                   | Nintendo                               | [ 433 ]         |

## Lançamento de filmes baseados em jogos eletrônicos
| Título                         | Data                  | Franquia     | Diretor                             | Distribuidora                         | Publicadora original do jogo | Ref     |
| ------------------------------ | --------------------- | ------------ | ----------------------------------- | ------------------------------------- | ---------------------------- | ------- |
| Detective Pikachu              | 10 de maio de 2019    | Pokémon      | Rob Letterman                       | Warner Bros. (Worldwide) Toho (Japan) | Nintendo The Pokémon Company | [ 434 ] |
| Mewtwo Strikes Back: Evolution | 12 de julho de 2019   | Pokémon      | Kunihiko Yuyama Motonori Sakakibara | Toho (Japan)                          | Nintendo The Pokémon Company | [ 435 ] |
| Dragon Quest: Your Story       | 2 de agosto de 2019   | Dragon Quest | Takashi Yamazaki                    | Toho (Japan)                          | Square Enix                  | [ 436 ] |
| The Angry Birds Movie 2        | 13 de agosto de 2019  | Angry Birds  | Thurop Van Orman                    | Sony Pictures Releasing               | Rovio Entertainment          | [ 437 ] |
| Ni no Kuni                     | 23 de agosto de 2019  | Ni no Kuni   | Yoshiyuki Momose                    | Warner Bros.                          | Bandai Namco Entertainment   | [ 438 ] |
| Doom: Annihilation             | 1º de outubro de 2019 | Doom         | Tony Giglio                         | Universal Pictures Home Entertainment | Bethesda Softworks           |         |